# Empusa pennata
Espèce
L'Empuse commune (Empusa pennata) est une espèce d'insectes de l'ordre des Mantodea (mantoptères), de la famille des Empusidae.

## Description
L'empuse a une tête oblongue surmontée d'un cône. Les antennes sont bipectinées chez le mâle et filiformes chez la femelle. Sa couleur peut être marron ou verte. Son corps est exceptionnellement mince et allongé. Le thorax est très long par rapport à l'abdomen qui est lobulaire.
Les mâles sont attirés par la lumière. Les empuses se nourrissent de petites proies, surtout des mouches, qui viennent d'elles-mêmes se jeter dans leurs mandibules pour une raison mal connue, qui pourrait être olfactive.[réf. nécessaire]
Les empuses sont adultes entre mai et août. Ce sont les jeunes individus qui passent l'hiver contrairement aux autres mantes. Ils sont surnommés « diablotins de Provence » en raison de leur abdomen toujours relevé.

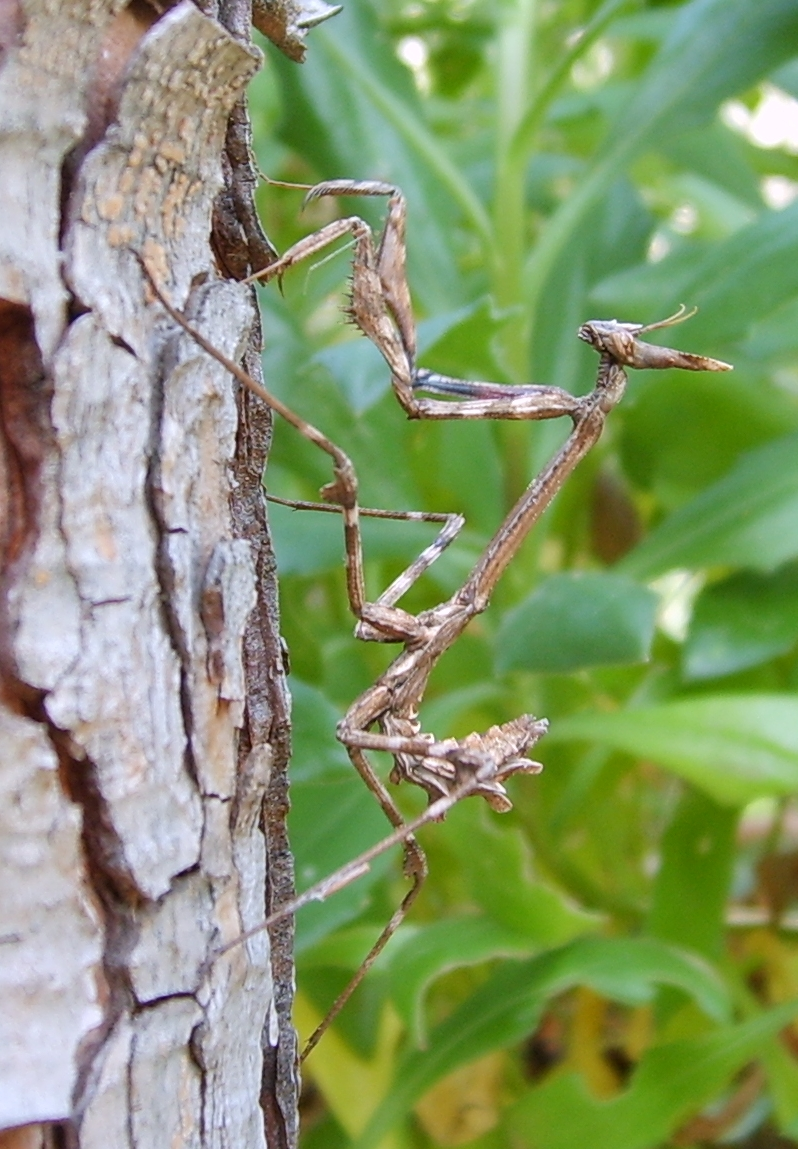
Empuse commune, stade larvaire
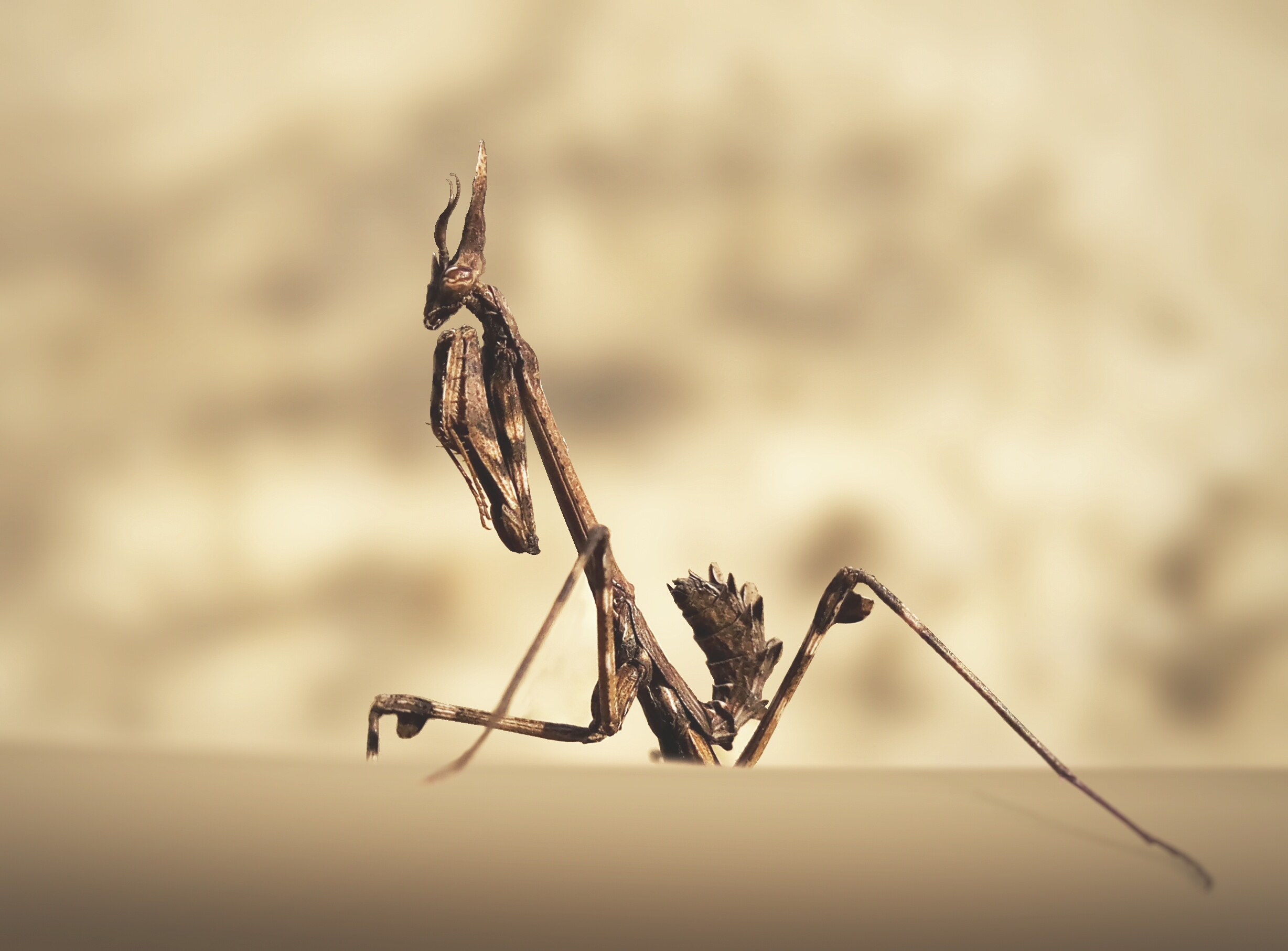
Empuse commune (stade larvaire)

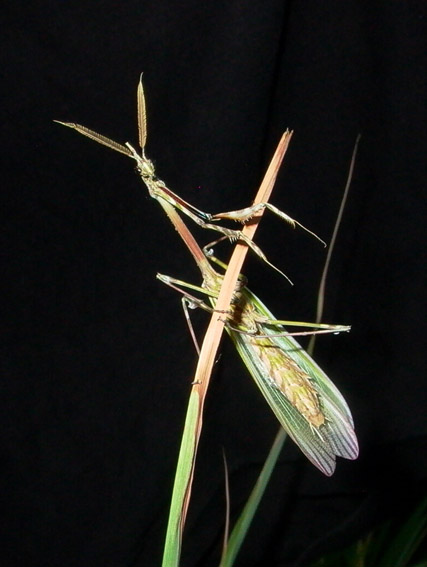
Mâle adulte, face ventrale
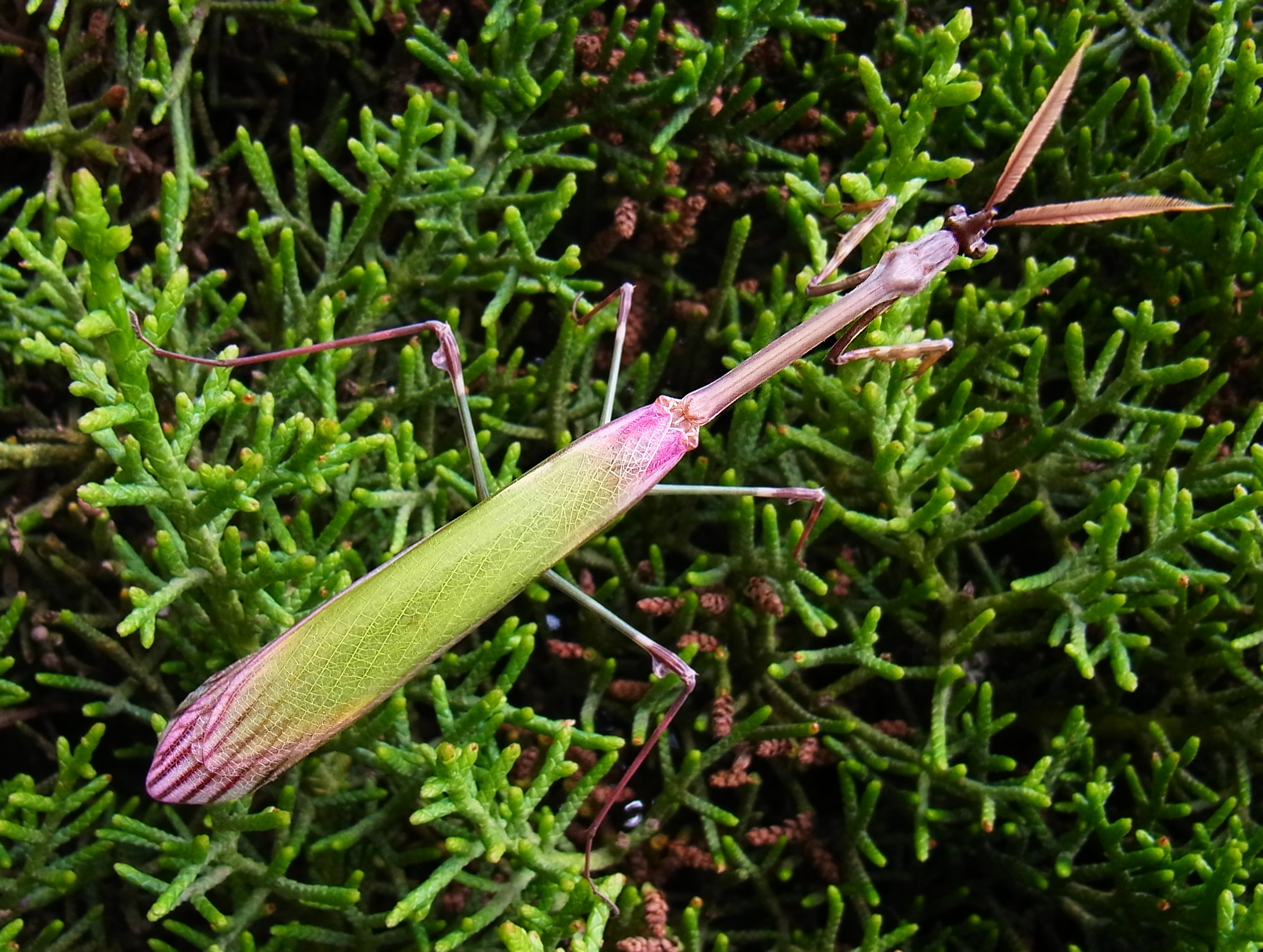
Adulte, face dorsale
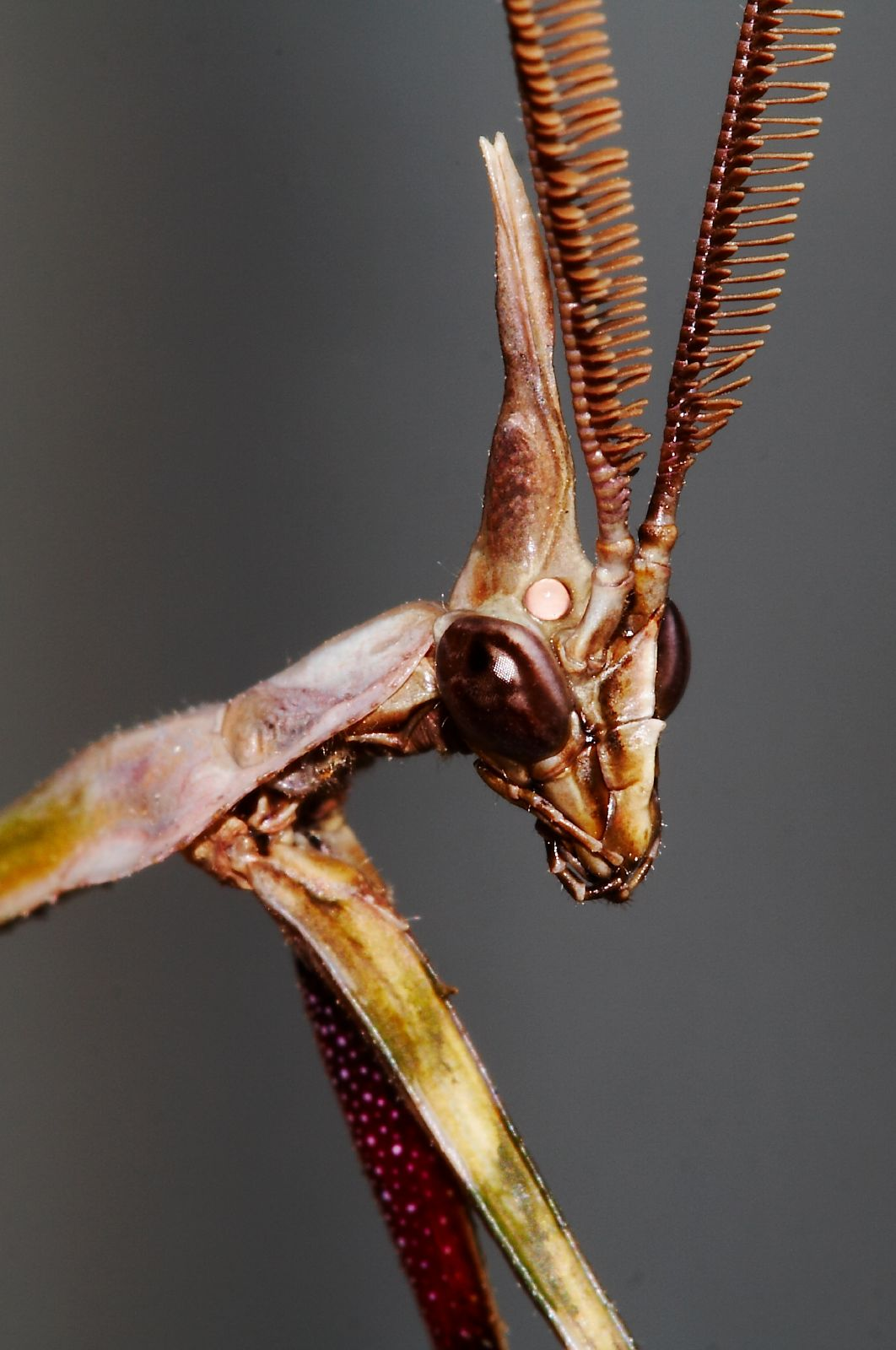
Adulte - Tête du mâle
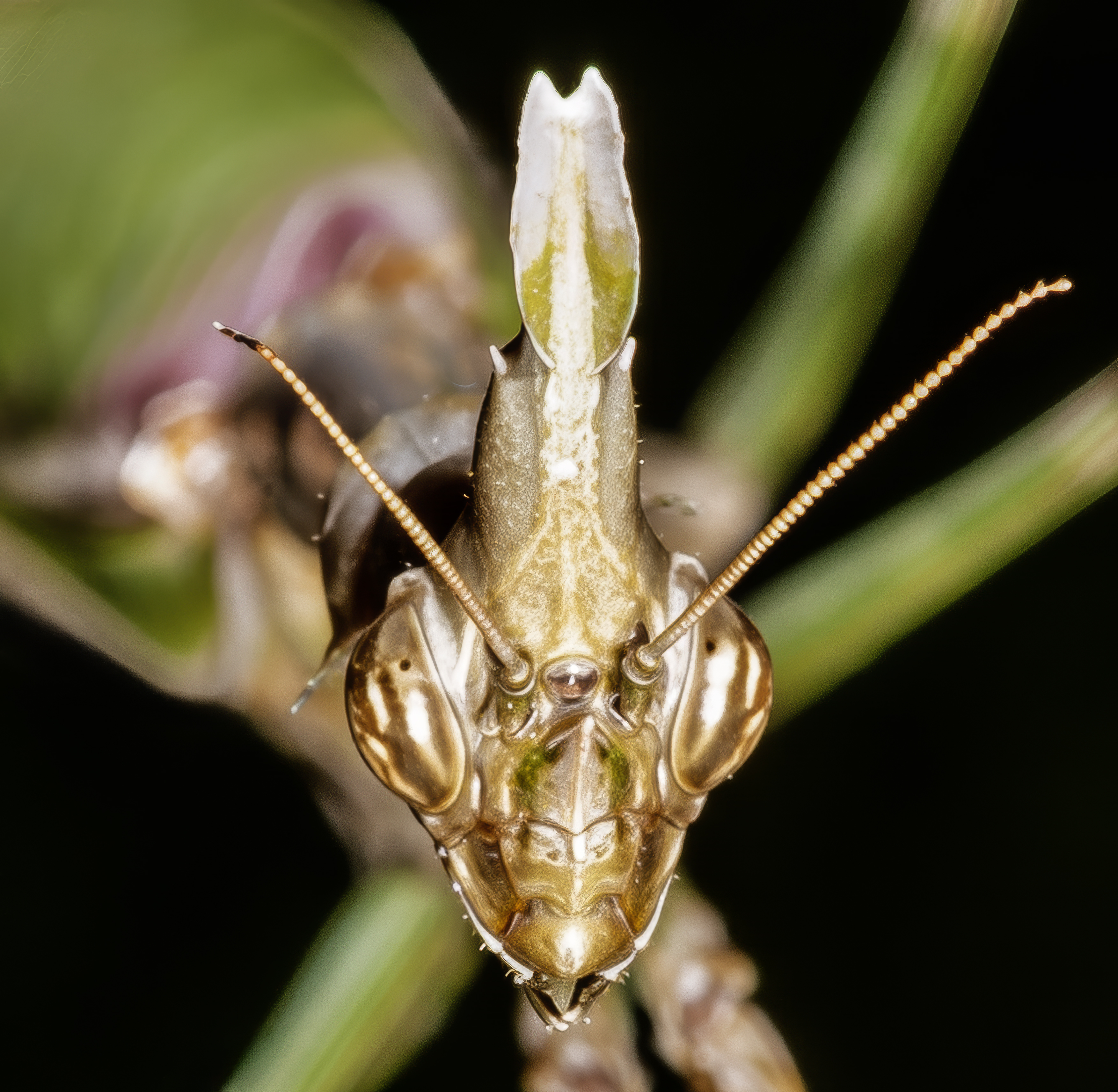
Adulte - Tête de la femelle
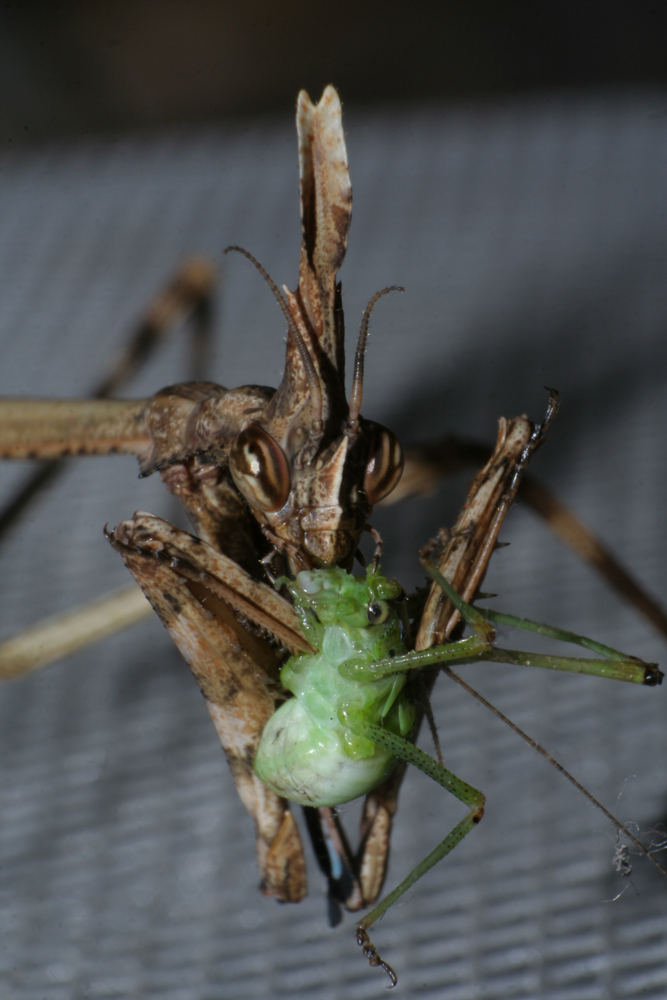
Empuse dévorant une sauterelle

## Répartition
En France, l'aire de répartition comprend le pourtour de la Méditerranée et s'étend jusqu'au sud-ouest (vallée de la Garonne) mais la limite d'aire se trouve en Charente-Maritime. Les empuses sont également présentes en Espagne, au Portugal, en Grèce et en Italie.